# R.E.O. Speedwagon (음반)
| 전문가 평가 | 전문가 평가 |
| 평가 점수   | 평가 점수   |
| 출처        | 점수        |
| ----------- | ----------- |
| Allmusic    | [ 1 ]       |

《R.E.O. Speedwagon》은 미국의 록 밴드 REO 스피드왜건의 데뷔 스튜디오 음반이다. 1971년 10월에 발매된 이 음반은 가수 테리 러트렐과 함께 녹음한 유일한 음반이었고, 그들은 계속해서 스타캐슬에 합류했다. 케빈 크로닌은 《R.E.O./T.W.O.》를 위해 이 밴드에 합류했다. 이 음반은 그들을 유명하게 만들었던 나중의 아레나 록 노래들과는 다르게 프로그레시브 록 노래로 끝을 맺었다.

## 배경
이 음반은 팬들이 가장 좋아하는 〈157 Riverse Avenue〉, 〈Sophisticated Lady〉, 그리고 〈Lay Me Down〉을 제작했지만, 〈Sophisticated Lady〉가 싱글 차트 122위에 올랐음에도 불구하고, 매우 저조하게 판매되었다. 〈157 Riverse Avenue〉와 〈Lay Me Down〉은 그 후 라이브 음반 《Live: You Get What You Play For》에 녹음되었다. 〈157 Riverse Avenue〉와 〈Sophisticated Lady〉는 둘 다 《A Decade of Rock and Roll: 1970-1980》의 컴필레이션 음반에 수록되었다. 2007년, 영국의 음반사인 BGO 레코드는 《R.E.O. Speedwagon》과 《R.E.O./T.W.O.》를 함께 발표했는데, 이는 밴드의 첫 번째 음반이 CD 형식으로 널리 판매된 것을 처음으로 기록한 것이다. 어떤 알려지지 않은 이유에서인지, 에픽 레코드는 카세트 테이프 형식으로 첫 번째 음반을 발매한 적이 없다(그러나 그들은 8트랙 스테레오 테이프 카트리지 버전을 발매했다).

## 곡 목록
모든 곡들은 닐 도우티, 앨런 그라처, 테리 러트렐, 그레그 필빈 그리고 게리 리치래스에 의해 작사/작곡하였다.
| #  | 제목                       | 재생 시간 |
| -- | -------------------------- | --------- |
| 1. | 〈Gypsy Woman's Passion〉  | 5:17      |
| 2. | 〈157 Riverside Avenue〉   | 3:57      |
| 3. | 〈Anti-Establishment Man〉 | 5:21      |
| 4. | 〈Lay Me Down〉            | 3:51      |

| #  | 제목                           | 재생 시간 |
| -- | ------------------------------ | --------- |
| 5. | 〈Sophisticated Lady〉         | 4:00      |
| 6. | 〈Five Men Were Killed Today〉 | 3:00      |
| 7. | 〈Prison Women〉               | 2:36      |
| 8. | 〈Dead at Last〉               | 10:08     |